# 奧斯米洛維奇
50°41′19″N 24°8′43″E / 50.68861°N 24.14528°E
奧斯米洛維奇（烏克蘭語：Осмиловичі），是烏克蘭的村落，位於該國西部沃倫州，由沃洛德米爾區負責管轄，始建於1583年，面積7.4平方公里，海拔高度204米，2001年人口397，人口密度每平方公里53.65人。